# رنه روتشمن
رنه روتشمن (انگلیسی: René Rutschmann؛ زادهٔ ۷ ژانویهٔ ۱۹۴۱) دوچرخه‌سوار اهل سوئیس است.